# クラスハ
クラスハ（ロシア語: Красуха、ベラドンナという意味）は、ロシアの移動式地上ベースの対空電子戦（EW）システム（電波妨害装置）である。このシステムは、KRET（コンツェルン無線電子技術）によって様々な装輪式プラットフォームで生産されている。
クラスハの主な標的は、空中無線電子機器（UAVなど）とレーダー誘導式空中システムである。ロシア連邦軍で複数の用途に使用されている。

## クラスハ-2
クラスハ-2は、最大250キロメートル (160 mi)の範囲でAWACSの電子妨害を目的としている。クラスハ-2は、レーダー誘導ミサイルなど他の空中レーダーの妨害も可能である。
一度妨害されたミサイルは、元の目標から離れた偽の標的を狙い、もはや脅威ではなくなる。9K720 イスカンデル（SRBM）のような優先度の高い移動式目標を守る。

## クラスハ-4
クラスハ-4は、BAZ-6910-022の4軸シャーシに搭載された広帯域多機能妨害局である。クラスハ-4は、クラスハ-2と同様にAWACSや他の空中レーダーシステムに対抗する。
クラスハ-4は、低軌道（LEO）衛星の妨害に有効な範囲を持ち、標的の無線電子機器に永続的な障害を与えられる。地上ベースのレーダーもまた、クラスハ-4の実行可能な標的である。

## 運用国
- ロシア
  - ロシア陸軍
- アルジェリア[6]
- イラン[7]
- リビア[8]
  - リビア国民軍

## 運用履歴
クラスハ電波妨害装置は、シリアのロシア軍の支援に配備されたと報告されている。アメリカ合衆国の小型偵察無人航空機のGPS衛星信号の受信を妨害したという。
2018年7月、OSCEの監視用ドローンは、ウクライナのチョルヌクヒネ付近に配備された他の電子戦機器の中で1L269 クラスハ-2を記録した。
2022年3月、ロシアによるウクライナ侵攻において、クラスハ-4が首都キーウ近くの森林でウクライナ側に鹵獲されたという。
今後アメリカ軍に引き渡され、システム詳細が解析される予定とされている。